# Uchodźcy (powieść)
Uchodźcy (nor. Englandsfarare) – powieść norweskiego pisarza Sigurda Evensmo z 1945. Według Witolda Nawrockiego najbardziej znamienna powieść o czasach niemieckiej okupacji Norwegii. 
Evensmo w swoim dziele stworzył werystyczny dokument bohaterstwa działaczy antynazistowskich, jak również potwierdził etyczny sens bohaterstwa i zaangażowania w walkę z Niemcami. Napisał powieść przekonującą, wszechstronną i mocną w swoim wyrazie. Narratorem jest prosty robotnik norweski, Harald Silju, co powoduje, że tekst jest stylistycznie szorstki i pozbawiony większych subtelności. Silju, poszukiwany za działalność w organizacji podziemnej, musi z grupą bojowników uchodzić do Anglii, jednak w trakcie ucieczki zostaje pojmany przez gestapo i w więzieniu spisuje notatki, które są zasadniczym trzonem powieści. Opisuje w nich proces swej przemiany i odsłania tajemnice przeszłości, w której zawsze z dala trzymał się od polityki, a wręcz uchodził za zdrajcę, ponieważ nie czytał prasy podziemnej i nie przynależał do tajnych organizacji. Momentem jego przemiany była śmierć dwóch działaczy podziemnych. Zapisał się wtedy do organizacji, kolportował prasę i ulotki. Właściwy, ostatni etap przemiany, przeszedł jednak w więzieniu pod wpływem współwięźnia Arilda, który uświadomił mu, że stał się uczestnikiem historii, a jego życie było znaczące. Dojrzał w miarę zrozumienia perspektywy swojej sytuacji, w obliczu braku z niej wyjścia. Nie wpadł w panikę przed gestapo i nikogo nie zdradził. W ostatnim liście do żony (Toril) wyraził wiarę, że wszystko, co zrobił było słuszne.
Na motywach powieści powstał w 1946 norweski film pod tym samym tytułem. Jego reżyserem był Toralf Sandø.